# Isacio Calleja
Pour les articles homonymes, voir Calleja.
Isacio Calleja García est  un joueur de football espagnol né le 6 décembre 1936 à Valle de Cerrato (Castille-et-León) et mort le 4 février 2019. Sa carrière s'étend de 1958 à 1972.

## Biographie

### Débuts
Isacio Calleja est formé à l'Atlético Madrid et intègre l'équipe en 1958. Il est prêté dès son arrivée chez les professionnels au club du CD Guadalajara où il reste une saison.
Il revient lors de la saison 1959-1960 et décroche la Coupe d'Espagne après la victoire sur le Real Madrid 3-1 et finit 5e de la Liga. Un an plus tard, la revanche de la Coupe d'Espagne se joue et tourne une nouvelle fois à l'avantage de l'Atlético avec une victoire 3-2, ce qui permet à Calleja de remporter sa deuxième Coupe du Roi en deux saisons à l'Atlético, le club échoue de peu en championnat en terminant second derrière le Real qui comptait 12 points d'avance. Calleja se fait remarquer et est sélectionné chez les espoirs avant de très vite intégrer l'équipe première espagnole.

### Suprématie européenne
L'Atlético participe à la Coupe d'Europe des vainqueurs de coupe de football 1961-1962 qui sera un parcours fabuleux qui aboutira à la coupe ; l'Atlético défait le CS Sedan-Ardennes (2-3 ; 1-4) au tour préliminaire, le Leicester City FC (1-1 ; 0-2), le Werder Brême en quart de finale (1-1 ; 1-3), FC Carl Zeiss Iena en demi-finale (0-1 ; 0-4) pour enfin vaincre l'AC Fiorentina en finale 3-0 (1-1 lors du premier match qui fut rejoué). Calleja remporte son premier titre européen. En championnat, l'Atlético donne toutes ses forces dans la bataille mais finit troisième. Calleja malgré ce très beaux parcours en club n'est pas sélectionné par Helenio Herrera, la Coupe du monde de football 1962 se joue sans lui.
La saison 1962-1963 voit l'Atlético prendre la seconde place derrière son voisin et rival le Réal et Calleja marque ses deux premiers buts en pro de sa carrière, mais la suivante (1963-1964) ne donne pas une très bonne image de l'équipe qui finit 7e et perd la finale de la coupe d'Espagne contre le Real Saragosse 2-1 mais Calleja (qui marque un but cette saison) est quand même sélectionné pour disputer l'Euro 1964 ; il y dispute 2 matchs des éliminatoires et les deux matchs de l'Euro à savoir la demi-finale gagnée contre la Hongrie 2-1 et la finale contre l'Union soviétique 2-1. Calleja remporte son second titre européen qui est le titre le plus important de sa carrière.

### Champion d'Espagne
L'Atlético remporte la Coupe d'Espagne 1964-1965 en battant par 1-0 le Real Saragosse et termine second de la Liga avec 5 points de retard sur le Réal mais la saison suivante est la bonne pour Calleja et l'Atlético qui remportent le Championnat d'Espagne avec seulement un petit point d'avance sur le voisin le Réal.
Après le titre de champion, l'Atlético a une baisse de régime et termine 4e, celle de 67-68 voit l'Atlético s'enfoncer dans le ventre mou du championnat et terminer 6e, qui sera sa même place lors de la saison 1968-1969 où Calleja marquera un but.
La saison 1969-1970 fait oublier les dernières saisons médiocres de l'équipe en remportant le Championnat d'Espagne 1969-1970 devant l'Athletic Bilbao, Calleja apporte son aide lors de cette saison où il marque un but.
La saison 1970-1971 est celle du parcours en Coupe des clubs champions européens, l'Atlético élimine l'Austria Vienne (2-1 ; 2-0), Cagliari Calcio (2-1 ; 0-3) avant d'être éliminé en quart de finale par les Polonais du Legia Varsovie (1-0 ; 1-2) ; l'Atlético termine cette même saison 3e du championnat.
La saison 1971-1972 est la derrière de la carrière de Calleja qui termine 4e du championnat (il inscrit un dernier but) et remporte pour la quatrième fois la Coupe d'Espagne après la victoire sur Valence CF 2-1.

## Palmarès
- Coupe d'Europe des vainqueurs de coupes : 1961-1962
- Coupe d'Espagne de football (ou Coupe du Roi) : 1959-1960, 1960-1961, 1964-1965, 1971-1972
- Championnat d'Espagne de football (ou Liga) : 1965-1966, 1969-1970
- Champion d'Europe 1964.